# الخادم الصالح والأمين
الخادم الصالح والأمبن هي مسرحية تلفزيونية هزلية غامضة للكاتب المسرحي الإنجليزي جو أورتين. تمت كتابته في الأصل في عام 1964 وتم تصويره للتلفزيون البريطاني من قبل لشركة Assoociated-Rediffusion كجزء من سلسلة مختارات الخطايا ITV السبع المميتة، قبل وقت قصير من مقتل المؤلف جو أورتين في عام 1967.
تم عرض المسرحية في وقت لاحق مسرحيا.تم عرض إنتاج من إخراج فريد براود في مسرح كينغز هيد في ايسلينجتون، لندن عام 1971.

## طاقم تلفزيوني محترف
- دونالد بليزانس -بوكانان
- هيرميون بادلي -اديث
- باتريشيا روتليدج -السيدة فيالفوي
- شيلا وايت -ديبي

- ريتشارد أوكالاجان - راي
- جاك بليغ -رجل عجوز

## حبكة الرواية
بوكنان، البواب الذي عمل في نفس الشركة لمدة خمسين عاما، يقترب من التقاعد عندما يقابل اديث، وهي عاملة تنظيف، تبين أنها عشيقته السابقة، وهي أم لأبنائه التوأمين دون علمه.يدمر بوكانان هدايا تقاعده بعد التفكير في حياة ضائعة، وفي المشهد التالي نرى بوكان واديث، اللذين تزوجهما يستيقظان معا في السرير بينما كانت تغرق بوكانان بسعادة، كانت الدموع تنهمر على خديه، وتغمض عينيه وتموت بصمت في السرير المجاور لها.

## روابط خارجيه
- الخادم الصالح والأمين  في قاعدة بيانات الأفلام على الإنترنت (بالإنجليزية)